# Carica eroica
Pour plus de détails, voir Fiche technique et Distribution.
Carica eroica est un film de guerre italien réalisé par Francesco De Robertis et sorti en 1952.

## Synopsis
Pendant la Grande Guerre patriotique, le 3e de cavalerie Savoia arrive dans un village russe qui semble désert, mais une patrouille de reconnaissance est accueillie par des tirs de mitrailleuses. Après une opposition initiale, les soldats italiens établissent de bonnes relations avec la population locale.
Soudain, ils reçoivent l'ordre de partir vers les lignes avancées, menacées par l'ennemi. Les Allemands ne croient pas que l'intervention de la cavalerie italienne puisse être efficace contre des troupes régulières, mais les cavaliers démentent les craintes de leurs alliés, ce qui donne lieu à la dernière et victorieuse charge à cheval de l'histoire militaire italienne, passée à la postérité sous le nom de charge d'Izbouchenski.

## Fiche technique
- Titre original : Carica eroica[1]
- Réalisation : Francesco De Robertis
- Scénario : Francesco De Robertis
- Photographie : Carlo Bellero (it)
- Montage : Franco Fraticelli
- Musique : Enzo Masetti
- Décors : Piero Filippone
- Production : Francesco De Robertis
- Studio de production : Lux Film
- Pays de production :  Italie
- Langue originale : italien
- Format : Noir et blanc - 1,37:1 - Son mono - 35 mm
- Genre : Film de guerre, film d'aventures
- Durée : 95 minutes
- Dates de sortie :
  - Italie : 25 novembre 1952

## Distribution
- Tania Weber : Kalina
- Franco Fabrizi : Capitaine Franchi
- Gigi Reder : soldat
- Alfredo Rizzo : soldat
- Dario Michaelis : capitaine Valli
- Domenico Modugno : soldat sicilien
- Nino Milano (it)

## Production
La production est réalisée pour la première fois par Lux Film. De Robertis fait à nouveau appel à Carlo Bellero (it) pour la photographie, qui a signé huit de ses films en tout.
Domenico Modugno fait une apparition dans le film, dans le rôle d'un soldat sicilien qui endort un enfant : il s'accompagne à la guitare et chante en dialecte une chanson populaire de son village (San Pietro Vernotico), Ninna nanna, plus connue sous le nom de Ulìe ci tene ulìe. Le parolier Franco Migliacci fait également une apparition dans le film. L'actrice finlandaise et reine des concours de beauté Tania Weber fait partie de la distribution. L'acteur Nino Milano (it) apparaît pour la troisième fois dans un film de De Robertis.

## Accueil critique
Dans l'après-guerre, certaines de ces productions spectaculaires anticipent le néoréalisme : en particulier le film Carica eroica, sur la campagne italienne en Russie.
Le réalisateur Francesco De Robertis suit les modules du cinéma spectaculaire américain, mais utilise des visages anonymes et des acteurs non professionnels pour donner plus de vraisemblance et un ton documentaire aux événements racontés. Francesco De Robertis « mérite une place d'honneur parmi les prédécesseurs du cinéma néoréaliste pour la sobriété de son approche semi-documentaire, son renoncement à la rhétorique militaire et son utilisation expressive du montage, à laquelle la leçon du cinéma muet soviétique et du cinéma documentaire britannique des années 1930 n'était sans doute pas étrangère ».